# Fabriciana microvorax
Fabriciana microvorax är en fjärilsart som beskrevs av Belter 1935. Fabriciana microvorax ingår i släktet Fabriciana och familjen praktfjärilar. Inga underarter finns listade i Catalogue of Life.